# Arc Architekten
Arc Architekten ist ein deutsches Architekturbüro, das 1984 von Horst Biesterfeld, Manfred Brennecke und Thomas Richter in München gegründet wurde.

## Geschichte
Die drei Gründungsmitglieder Horst Biesterfeld, Manfred Brennecke und Thomas Richter lernten sich während des Studiums in den 1970er Jahren an der Technischen Universität München kennen und arbeiteten als wissenschaftliche Assistenten am Lehrstuhl für ländliches Bauwesen bei Helmut Gebhard. Neben der Tätigkeit als Assistenten arbeiteten sie zusammen mit Helmut Gebhard an ersten Projekten und gründeten 1984 dann ein eigenes Architekturbüro.

## Partner
Horst Biesterfeld war von 1984 bis 2009 Partner.
Manfred Brennecke (* 1943 in Wien) studierte von 1963 bis 1969 Architektur an der Technischen Universität München. Nach dem Diplom machte er 1971 eine Forschungsarbeit zur Umweltgestaltung im ländlichen Raum. Zwischen 1973 und 1979 war Brennecke Assistent bei Helmut Gebhard an der TU München. 1974 gründeten er mit Helmut Gebhard, Horst Biesterfeld und Thomas Richter Gebhard & arc. 1980 wurde Manfred Brennecke in den Bund Deutscher Architekten und 1985 in die Deutsche Akademie für Städtebau und Landesplanung berufen.
Thomas Richter war von 1984 bis 2005 Partner.

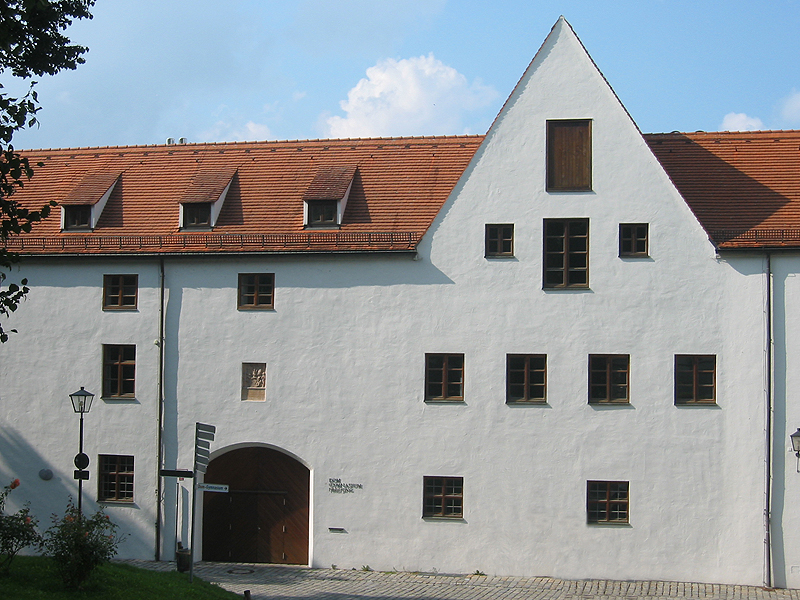
Dom-Gymnasium-Freising

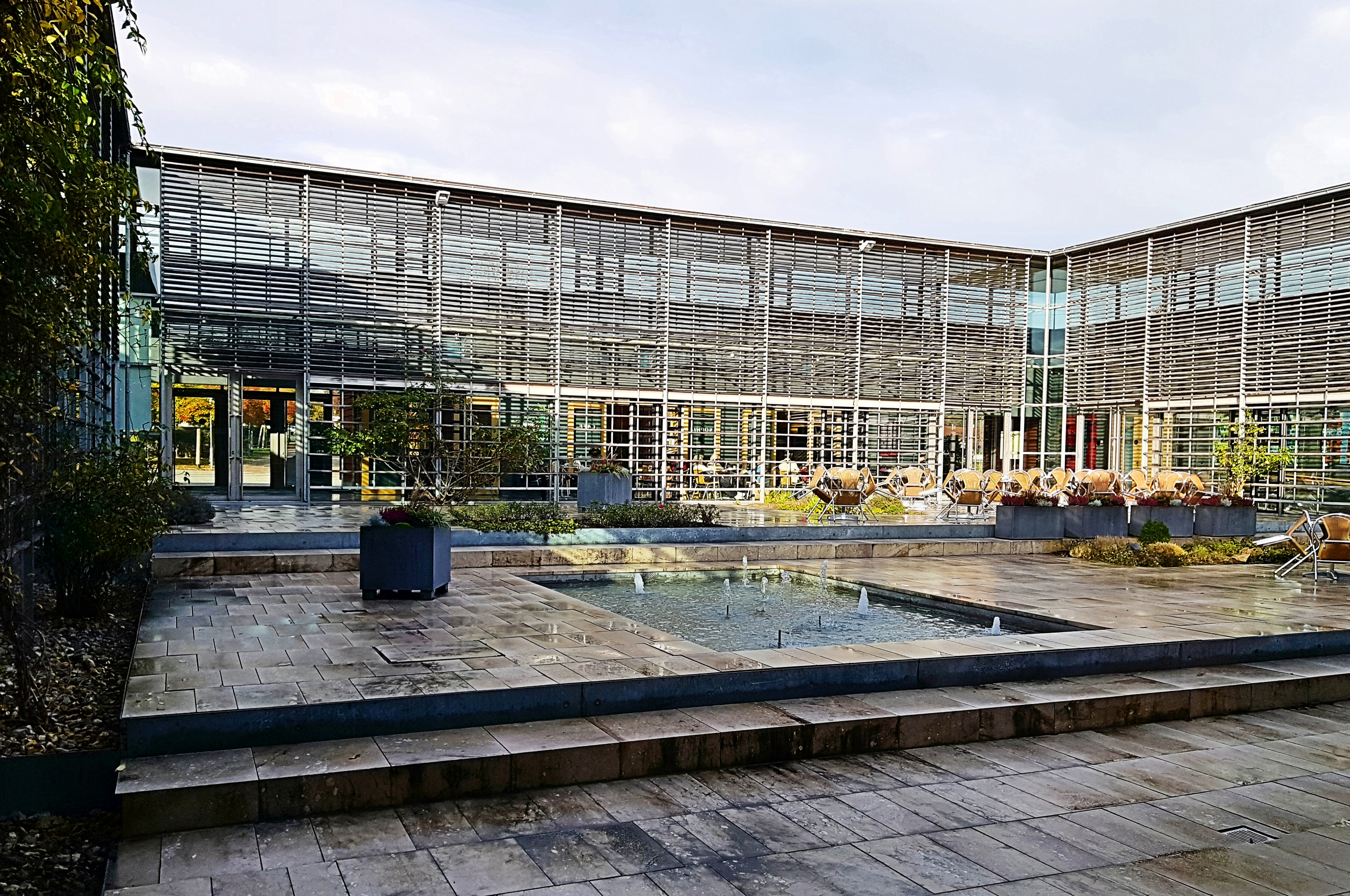
Kurhaus Artrium, Bad Birnbach

## Bauten
Helmut Gebhard und Thomas Richter:
- 1970–1981: Dom-Gymnasium-Freising

Gebhard & Arc:
- 1974: Entwicklungsgutachten Bad Birnbach
- 1975–1978: Hofbad, Chrysantibad und Sanatorium Chrysantihof, Bad Birnbach mit Günther Grzimek
- 1982–1985: Erweiterung Gymnasium Seligenthal, Landshut

Arc Architekten:
- 1988: Wirtsstadl Asenham, Bad Birnbach
- 1990: Berufsfachschule, Bad Birnbach
- 1990: Rahmenplan Alter Ortskern, Bad Birnbach
- 1990: Therapiebad, Bad Birnbach
- 1991: Musikschule, Bad Birnbach
- 1992: Barrierefrei Wohnen Stapferhof, Bad Birnbach
- 1992: Hausgruppe mit Büro, Hirschbach
- 1993: Wohn- & Geschäftshaus Hofmark, Bad Birnbach
- 1995: Solarbad Marienhöhe, Nördlingen mit Seeberger, Friedl + Partner und Mahl & Wartner
- 1996: Kindergarten, Bad Birnbach
- 1995–2000: Staatliche Berufsschule, Passau mit Hermann Brenner[1]
- 1999–2000: Kurhaus Artrium, Bad Birnbach mit Hermann Brenner
- 2000–2001: Pfarrzentrum, Schwindkirchen mit Hermann Brenner
- 2000–2002: Prinz-Karl-Viertel, Augsburg mit Hermann Brenner
- 2001–2004: Ortsmitte, Wurmannsquick mit Hermann Brenner
- 2001–2004: Alte Hofmark und Freilichttheater, Gern mit Hermann Brenner
- 2002–2004: Kindergarten St. Lorenz, Oberföhring mit Hermann Brenner
- 2002–2004: Max-Planck-Platz, Burgkirchen mit Hermann Brenner
- 2006: Quartiersmodernisierung Kreuzstraße, Schweinfurt mit Hermann Brenner
- 2009: Hauptniederlassung Coplan AG, Gern
- 2015: Baugemeinschaft Pallaufhof, Münsing

## Auszeichnungen und Preise
- 1992: Deutscher Städtebaupreis für Ortsentwicklung Bad Birnbach zum Kurort[2]
- 1994: Holzbaupreis Bayern für Therapiebad Bad Birnbach
- 2002: Thomas Wechs Preis für Prinz-Karl-Viertel, Augsburg
- 2002: Architekturpreis Ziegelforum für Pfarrzentrum, Schwindkirchen[3]
- 2003: Lobende Erwähnung – Deutscher Holzbaupreis für Pfarrzentrum Schwindkirchen[4]
- 2011: Bayerischer Architekturpreis[5]
- 2014: Bayerischer Denkmalpflegepreis in Bronze für Hauptniederlassung Coplan AG, Gern[6]
- 2021: Gestaltungspreis der Wüstenrot Stiftung für Baugemeinschaft Pallaufhof, Münsing
- 2021: BDA Regionalpreis Oberbayern für Baugemeinschaft Pallaufhof, Münsing
- 2022: BDA-Preis Bayern für Baugemeinschaft Pallaufhof, Münsing[7]

## Ehemalige Mitarbeiter
- Bernhard Landbrecht
- 1975–1980: Dietmar Lüling
- 1974–1982: Günter Wagmann
- 1980–1983: Thomas Jocher

## Verfilmung
- 1989: Die große Kunst, ein kleines Haus zu bauen. von Dieter Wieland, BR Fernsehen
- 2011: Aus Schwaben & Altbayern - Arc Architekten. BR Fernsehen